# Les Rondez
Les Rondez ist ein Ortsteil der Stadt Delémont in der Schweiz. Die Industriesiedlung liegt auf 414 m ü. M. am linken Ufer der Birs, östlich des Bahnhofs Delémont, und ist vor allem für ihre Eisengiesserei der Firma Von Roll bekannt, derentwegen sich der Name Rondez in der ganzen Schweiz auf Schachtdeckeln findet. Ein zum Werk gehörender Hochofen und ein Förderschacht für Bohnerz wurden von den von Roll’schen Eisenwerken, die das Werk 1883 erwarben, stillgelegt.